# Lista siturilor arheologice din județul Sibiu - O
Lista siturilor arheologice din județul Sibiu - O conține toate siturile arheologice din județul Sibiu înscrise în Repertoriul Arheologic Național (RAN) și aflate în localități al căror nume începe cu litera O. RAN este administrat de Ministerul Culturii și Patrimoniului Național și cuprinde date științifice, cartografice, topografice, imagini și planuri, precum și orice alte informații privitoare la zonele cu potențial arheologic, studiate sau nu, încă existente sau dispărute.
Puteți căuta un sit din localitățile care încep cu litera O folosind formularul de mai jos sau puteți naviga prin toate siturile din județ la Lista siturilor arheologice din județul Sibiu.
| Cod RAN                                   | Denumire | Localitate              | Adresă                                | Datare                                 | Descoperit | Coordonate                                              | Imagine           | Erori            |
| ----------------------------------------- | --- | ----------------------- | ------------------------------------- | -------------------------------------- | ---------- | ------------------------------------------------------- | ----------------- | ---------------- |
| 143860.01.01 (Cod LMI: SB-I-s-B-11976)    | Așezarea Latene de la Ocna Sibiului / ansamblu anonim (Categorie: locuire civilă) (Tip: Așezare)                                              | oraș Ocna Sibiului      |                                       | geto-dacică sec. I a. Chr. - I p. Chr. |            |                                                         | Încărcați imagine | Raportați eroare |
| 143860.02.01 (Cod LMI: SB-I-s-B-11977)    | Așezarea romană de la Ocna Sibiului / ansamblu anonim (Categorie: locuire civilă) (Tip: Așezare)                                              | oraș Ocna Sibiului      |                                       | romană sec. II - IV                    |            |                                                         | Încărcați imagine | Raportați eroare |
| 143860.03.01 (Cod LMI: SB-I-s-B-11978)    | Așezarea romană de la Ocna Sibiului - Zmițe / ansamblu anonim (Categorie: locuire civilă) (Tip: Așezare)                                      | oraș Ocna Sibiului      | Zmițe                                 | sec. II - III                          |            |                                                         | Încărcați imagine | Raportați eroare |
| 143860.04.01 (Cod LMI: SB-I-m-B-11979.02) | Situl arheologic de la Ocna Sibiului - Rocoteciu / ansamblu anonim (Categorie: locuire) (Tip: Așezare)                                        | oraș Ocna Sibiului      | Rocoteciu                             | geto-dacică sec. I a. Chr. - I p. Chr. |            |                                                         | Încărcați imagine | Raportați eroare |
| 143860.04.02 (Cod LMI: SB-I-m-B-11979.01) | Situl arheologic de la Ocna Sibiului - Rocoteciu / ansamblu anonim (Categorie: locuire) (Tip: Necropolă)                                      | oraș Ocna Sibiului      | Rocoteciu                             | sec. VIII - IX                         |            |                                                         | Încărcați imagine | Raportați eroare |
| 143860.05.01 (Cod LMI: SB-I-s-B-11980)    | Castrul roman de la Ocna Sibiului - Drumul Topârcii / ansamblu Castru roman de marș (Categorie: locuire militară) (Tip: Castru)               | oraș Ocna Sibiului      | Drumul Topârcii                       | romană sec. II                         |            | 45°52′00″N 24°01′00″E / 45.8666666667°N 24.0166666667°E | Încărcați imagine | Raportați eroare |
| 143860.06.01 (Cod LMI: SB-I-s-B-11981)    | Situl arheologic de la Ocna Sibiului - Platoul Triguri / ansamblu anonim (Categorie: locuire civilă) (Tip: Așezare)                           | oraș Ocna Sibiului      | Platoul Triguri                       | Wietenberg                             | 1962       |                                                         | Încărcați imagine | Raportați eroare |
| 143860.06.02 (Cod LMI: SB-I-s-B-11981)    | Situl arheologic de la Ocna Sibiului - Platoul Triguri / ansamblu anonim (Categorie: locuire civilă) (Tip: Așezare)                           | oraș Ocna Sibiului      | Platoul Triguri                       | Starčevo - Criș                        | 1962       |                                                         | Încărcați imagine | Raportați eroare |
| 143860.07.01 (Cod LMI: SB-I-s-B-11982)    | Situl arheologic de la Ocna Sibiului - Fața vacilor / ansamblu anonim (Categorie: locuire civilă) (Tip: Așezare)                              | oraș Ocna Sibiului      | Fața vacilor                          | Turdaș                                 |            |                                                         | Încărcați imagine | Raportați eroare |
| 143860.07.02 (Cod LMI: SB-I-s-B-11982)    | Situl arheologic de la Ocna Sibiului - Fața vacilor / ansamblu anonim (Categorie: locuire civilă) (Tip: Așezare)                              | oraș Ocna Sibiului      | Fața vacilor                          | Petrești                               |            |                                                         | Încărcați imagine | Raportați eroare |
| 143860.07.03 (Cod LMI: SB-I-s-B-11982)    | Situl arheologic de la Ocna Sibiului - Fața vacilor / ansamblu anonim (Categorie: locuire civilă) (Tip: Așezare)                              | oraș Ocna Sibiului      | Fața vacilor                          |                                        |            |                                                         | Încărcați imagine | Raportați eroare |
| 145211.01.01 (Cod LMI: SB-I-m-A-11983.03) | Situl arheologic de la Orlat - Cetatea Scurtă / ansamblu anonim (Categorie: locuire) (Tip: Așezare)                                           | sat Orlat, comuna Orlat | Cetatea Scurtă                        |                                        |            |                                                         | Încărcați imagine | Raportați eroare |
| 145211.01.02 (Cod LMI: SB-I-s-A-11983)    | Situl arheologic de la Orlat - Cetatea Scurtă / ansamblu anonim (Categorie: locuire) (Tip: Așezare)                                           | sat Orlat, comuna Orlat | Cetatea Scurtă                        | sec. II - III                          |            |                                                         | Încărcați imagine | Raportați eroare |
| 145211.01.03 (Cod LMI: SB-I-m-A-11983.01) | Situl arheologic de la Orlat - Cetatea Scurtă / ansamblu Cetatea Scurtă (Categorie: locuire) (Tip: Fortificație de pământ cu palisadă)        | sat Orlat, comuna Orlat | Cetatea Scurtă                        | sec. XII                               |            |                                                         | Încărcați imagine | Raportați eroare |
| 145211.02.01 (Cod LMI: SB-I-m-B-11984.02) | Situl arheologic de la Orlat - La Zidu / ansamblu anonim (Categorie: locuire) (Tip: Așezare)                                                  | sat Orlat, comuna Orlat | La Zidu                               |                                        |            |                                                         | Încărcați imagine | Raportați eroare |
| 145211.02.02 (Cod LMI: SB-I-m-B-11984.01) | Situl arheologic de la Orlat - La Zidu / ansamblu anonim (Categorie: locuire) (Tip: Fortificație cu val)                                      | sat Orlat, comuna Orlat | La Zidu                               | sec. XIII - XIV                        |            |                                                         | Încărcați imagine | Raportați eroare |
| 145211.03.01                              | Așezarea neolitică de la Orlat - Dealul Lidii / ansamblu anonim (Categorie: locuire civilă) (Tip: Așezare)                                    | sat Orlat, comuna Orlat | Dealul Lidii                          |                                        |            |                                                         | Încărcați imagine | Raportați eroare |
| 143860.09.01                              | Biserica veche de la Ocna Sibiului / ansamblu anonim (Categorie: structură de cult/religioasă) (Tip: Biserică)                                | oraș Ocna Sibiului      | str. Petöfi Sándor 1                  | înc. sec. XIII                         |            |                                                         | Încărcați imagine | Raportați eroare |
| 143860.09.02                              | Biserica veche de la Ocna Sibiului / ansamblu anonim (Categorie: structură de cult/religioasă) (Tip: Zid împrejmuitor)                        | oraș Ocna Sibiului      | str. Petöfi Sándor 1                  | înc. sec. XIII                         |            |                                                         | Încărcați imagine | Raportați eroare |
| 145211.05.01 (Cod LMI: SB-II-m-B-12496)   | Biserica "Sf. Nicolae" de la Orlat / ansamblu anonim (Categorie: structură de cult/religioasă) (Tip: Biserică)                                | sat Orlat, comuna Orlat | str. Câmpușorului 542                 | sec. al XVIII-lea                      |            |                                                         | Încărcați imagine | Raportați eroare |
| 145211.04.01 (Cod LMI: SB-II-a-B-12497)   | Fostului sediu al Comandamentului Grăniceresc de la Orlat / ansamblu anonim (Categorie: construcție) (Tip: Clădire)                           | sat Orlat, comuna Orlat | str. Grănicerilor 115 , 194, 196, 197 | sec. al XVIII-lea                      |            |                                                         | Încărcați imagine | Raportați eroare |
| 145211.04.02 (Cod LMI: SB-II-a-B-12497)   | Fostului sediu al Comandamentului Grăniceresc de la Orlat / ansamblu Centrul de plasament nr. 6 Orlat (Categorie: construcție) (Tip: Clădire) | sat Orlat, comuna Orlat | str. Grănicerilor 115 , 194, 196, 197 | 1763; transf. sec. XX                  |            |                                                         | Încărcați imagine | Raportați eroare |
| 145211.04.03 (Cod LMI: SB-II-a-B-12497)   | Fostului sediu al Comandamentului Grăniceresc de la Orlat / ansamblu anonim (Categorie: construcție) (Tip: Biserică)                          | sat Orlat, comuna Orlat | str. Grănicerilor 115 , 194, 196, 197 | 2/2 sec. XVIII                         |            |                                                         | Încărcați imagine | Raportați eroare |
| 143860.08.01                              | Necropola de epoca migrațiilor de la Ocna Sibiului - Lab / ansamblu anonim (Categorie: descoperire funerară) (Tip: Necropolă)                 | oraș Ocna Sibiului      | Lab                                   | slavă sec. VIII - IX                   | 1961       |                                                         | Încărcați imagine | Raportați eroare |